# Traslocazione di gruppo
La traslocazione di gruppo è un meccanismo di trasporto utilizzato dai batteri, che consiste nel modificare chimicamente la molecola da trasportare in modo tale che rimanga all'interno della cellula.
Questo meccanismo avviene attraverso l'utilizzo di proteine leganti e di trasporto: le proteine leganti aumentano la concentrazione effettiva della molecola da trasportare, e interagendo con le permeasi ne stimolano il trasporto. Questo processo fa sì che la molecola che entri nella cellula, venga poi modificata chimicamente in modo tale che non possa uscire.
Il sistema di traslocazione di gruppo più studiato è il sistema delle fosfotransferasi (PTS) che è coinvolto nel trasporto degli zuccheri nella cellula, di fatto questo sistema modifica il glucosio che entra nella cellula, il quale viene fosforilato a glucosio-6-fosfato, mediante l'aggiunta di un gruppo fosfato ricavato dopo un processo di defosforilazione del fosfoenolpiruvato. In questo processo non vi è perdita di energia poiché il fosfato tolto al fosfoenolpiruvato viene legato allo zucchero trasportato.